# Gaius Fadius Rufus
Gaius Fadius Rufus war ein im 2. Jahrhundert n. Chr. lebender Angehöriger des römischen Senatorenstandes.
Durch die Fasti Ostienses ist belegt, dass Rufus im Jahr 145 zusammen mit Publius Vicrius [] Suffektkonsul war; die beiden Konsuln übten ihr Amt in den Monaten November und Dezember aus.